# Verbundosteosynthese
Als Verbundosteosynthese wird in der Orthopädie und Unfallchirurgie eine Sonderform der Plattenosteosynthese zur Behandlung bestimmter Knochenbrüche bezeichnet. Bei dem Verfahren wird in der Regel eine Plattenosteosynthese mit einer Stabilisierung durch Knochenzement kombiniert.

## Indikationen
Hauptindikation ist die pathologische Fraktur mit großem Substanzdefekt durch einen primären Knochentumor oder osteolytische Knochenmetastasen eines Krebsleidens. Betroffen sind in der Regel die langen Röhrenknochen, häufig der Schenkelhals, die pertrochantäre Region oder der Bereich des Oberarmkopfes am Schultergelenk. Selten zwingt eine ausgedehnte Trümmerzone bei hochgradiger Osteoporose zur Stabilisierung mittels Verbundosteosynthese.

## Vorgehensweise
Nach offener Reposition des Bruches wird zunächst eine geeignete überbrückende Plattenosteosynthese angelegt. Je nach Körperregion kommt auch eine Winkelplatte, eine dynamische Hüftschraube mit langer Platte oder auch eine lange winkelstabile Platte in Frage. Der Defektbereich wird danach mit Knochenzement aufgefüllt. Es kommt in diesem Falle nicht zur Frakturheilung, die Last wird vom Knochenzement getragen, der als Ersatz für die fehlende Knochensubstanz dient. Das Resultat ist in der Regel von vornherein belastungsstabil.